# Arrowtown
Arrowtown is een plaats met circa 1700 inwoners op het Zuidereiland van Nieuw-Zeeland. Het is een goed bewaard gebleven goud-mijnstad op circa 20 km van Queenstown. In 1862 ontdekte een klein groepje mijnwerkers goud in de rivier Fox. Binnen enige weken hadden ze 113 kg verzameld. Als gevolg van deze vondst groeide de bevolking van Arrowtown tot meer dan 7000 inwoners. Na 1865 speelden Chinese mijnwerkers een grote rol in de geschiedenis van Arrowtown. Zij gingen er werken toen de goudkoorts de Europese mijnwerkers naar de Westkust had gelokt.